# Someday You'll Return
Someday You'll Return (česky Jednoho dne se vrátíš) je česká hororová adventura, vydaná v květnu 2020. Za hrou stojí brněnští CBE Software. Nadabovaná je v angličtině, s možností českých nebo anglických titulků. 
V březnu 2023 vyšla hra ve vylepšené verzi Someday You'll Return: Director's Cut na herní konzole PS4 a PS5, pro vlastníky hry na PC je aktualizace zdarma, přibyly také titulky ve španělštině, francouzštině, portugalštině, němčině, italštině, japonštině a čínštině.

## Hratelnost
Jedná se o psychologickou hororovou adventuru viděnou z pohledu první osoby. Hrdina, otec Daniel, se vydává do moravských lesů nalézt svoji dceru. V atmosféře je patrná inspirace hororem Záhada Blair Witch. Prostředí je založeno na Cyrilometodějské stezce nedaleko Uherského Hradiště, oblast je však poskládaná dalšími vzorky míst z Moravy (například Hradisko svatého Klimenta, Gorazdova studánka, skála Kozel, hrad Cimburk a Moravský kras; dvě místa jsou také z Čech: hřbitov v Hřensku a Pravčická brána). 
Hra je většinou o hledání předmětů, jež lze kombinovat a na určitém místě použít, jsou zde však i další prvky, kdy se v otevřeném světě musí hráč zorientovat podle českého turistického značení, k dispozici má smartphone s GPS a je možné dospět k pěti různým koncům. Hráč též sbírá byliny, z nichž vyrobí různé lektvary, které pomáhají v dalším postupu.

## Vývoj a vydání
Hra byla vyvíjena pět let, využívá Unreal Engine 4 a byla vydána pro platformu Windows. Na PC se nesetkala s komerčním úspěchem, z čehož autoři viní především počítačové piráty, kteří hru distribuovali zdarma ode dne vydání. Dle autorů hrálo 98 % hráčů staženou pirátskou verzi. Ještě před vydáním unikla beta verze, která byla poskytnutá padesáti novinářům, to mohlo přispět k vytvoření horší pověsti, než jakou mohla získat prodávaná verze.
PC verzi je možné zakoupit ve službách Steam a GOG. Hra se prodávala také ve sběratelské edici XZone (ovšem jen s licenčním klíčem, bez fyzického média) s několika dárky, například s turistickým deníkem. Patch 1.1, který vyšel dva dny po vydání, hru zkrátil od některých zdlouhavých pasáží, především v jeskyních.

### Director's Cut
Hra Someday You'll Return se dočkala výrazného vylepšení od studia CBE Software v podobě rozšířené verze Director's Cut, kterou nově vydala společnost Bohemia Interactive. Verze nabízí stovky vylepšení a doplňků jak v obsahu, tak v hratelnosti, jmenovitě například dostupnost pro konzole PlayStation 4 a PlayStation 5 (s podporou haptické odezvy), výraznou optimalizaci pro plynulejší hraní, fotorežim, lokalizaci do dalších sedmi jazyků, lepší osvětlení světa v řadě lokací, vylepšené ozvučení, dynamičtější hratelnost (tj. méně „chodících“ scén) a vylepšenou grafiku díky NVIDIA DLSS.

## Přijetí
Pochvalované bylo zpracování atmosféry, rozlehlé prostředí, příběh a zasazení českých reálií, naopak kritiku sklidilo zdlouhavé bloudění v druhé půli hry. Titul získal několik ocenění: Česká hra roku 2020 za herní design, na chorvatské vývojářské konferenci Reboot Develop 2018 byla oceněna v kategorii Nejlepší hra a Nejlepší vizuální stránka; na moskevské konferenci White Nights pak byla oceněna jako nejlepší v kategorii Best Art.
Hodnocena byla serverem Doupě.cz 70 %, Games.cz 70 %, BonusWeb.cz 75 % a INDIAN 80 %.